# 人権作文
人権作文（じんけんさくぶん）は、法務省と全国人権擁護委員連合会による「日常の家庭生活や学校生活等の中で得た体験」に基づく基本的人権への理解を深めるために執筆する作文である。

## 概要
前述の基本的人権についての理解を深めるために、1981年（昭和56年）より全国中学生人権作文コンテストを実施し、このコンテストで執筆する作文を主に「人権作文」という。また、小学校や中学校の宿題として人権作文が出されることも多い。

## 人権作文コンテスト
法務省によれば、人権作文コンテストでは、入賞作品を英訳して世界に発信するほか、入賞作品を活用して人権啓発資料を作成しているという。また、法務省のほかに、高知県や姫路市などが自治体として人権作文コンテストを実施している。

### 関連団体
- 法務省
- 人権擁護委員

### 学校関連の人権問題
- いじめ
- 校則問題